# فانيتا غوبتا
فانيتا غوبتا
فانيتا جوبتا (من مواليد 15 نوفمبر 1974) محامية أمريكية للحقوق المدنية تعمل كمساعد المدعي العام للولايات المتحدة منذ 22 أبريل 2021. عمل غوبتا كرئيس ومدير تنفيذي لمؤتمر القيادة حول الحقوق المدنية وحقوق الإنسان ورئيسة قسم الحقوق المدنية في وزارة العدل الأمريكية، حيث كانت المدعي العام للحقوق المدنية في الولايات المتحدة من 2014 إلى 2017.
كانت سابقًا محامية في مجال الحقوق المدنية ونائبة المدير القانوني للاتحاد الأمريكي للحريات المدنية، حيث أشرفت على جهود إصلاح العدالة الجنائية الوطنية. عملت أيضًا كمساعدة مستشار في الدفاع القانوني وصندوق التعليم التابع للمنظمة الوطنية للنهوض بالملونين. طوال حياتها المهنية، حصلت على دعم من مجموعة واسعة من النشطاء الليبراليين والمحافظين، فضلًا عن مجموعات إنفاذ القانون، لبناء الدعم للشرطة وإصلاح العدالة الجنائية.
في 7 يناير 2021، رشح الرئيس جو بايدن غوبتا للعمل في منصب المدعي العام المساعد. وصدق عليها مجلس الشيوخ في 21 أبريل 2021 بأغلبية 51 صوتا مقابل 49.

## النشأة والتعليم
ولد غوبتا في فيلادلفيا، بنسلفانيا، لأبوين من المهاجرين الهنود. هي ابنة راجيف إل غوبتا وكاملا فارشني. حصلت على بكالوريوس الآداب بامتياز مع مرتبة الشرف من جامعة يال. حصلت على دكتوراه في القانون من كلية الحقوق بجامعة نيويورك عام 2001.

## المسيرة المهنية

### صندوق الدفاع القضائي في الجمعية الوطنية للنهوض بالملونين
تضمنت قضية غوبتا الأولى، أثناء عملها في صندوق الدفاع عن حقوق الإنسان مباشرة بعد كلية الحقوق، 40 أمريكيًا من أصل أفريقي وستة من البيض أو اللاتينيين كانوا شركاء رومانسيين للأمريكيين الأفارقة في توليا، تكساس، الذين أدينوا من قبل هيئة محلفين مكونة من البيض بالكامل بتهمة الاتجار بالمخدرات. في كل حالة تقريبًا، كان الدليل الوحيد هو شهادة العميل السري توم كولمان. لم يستخدم كولمان التنصت على المكالمات الهاتفية أو وضع علامة على الأموال وأظهرت السجلات أنه قدم تقارير رديئة. كانت لديه تهم جنحة سابقة لسرقة البنزين من محطة المقاطعة وإساءة استخدام الصفة الرسمية. فازت غوبتا بالإفراج عن عملائها عام 2003، بعد أربع سنوات من سجنهم، ثم تفاوضت على تسوية بقيمة 6 ملايين دولار لهم. تنتج شركة باراماونت فيلمًا، بعنوان توليا، حول القضية.

### الاتحاد الأمريكي للحريات المدنية
في عام 2007، بعد أن أصبحت محامية موظفة في الاتحاد الأمريكي للحريات المدنية، رفع غوبتا دعوى قضائية ضد إدارة الهجرة والجمارك الأمريكية حول ظروف احتجاز الأطفال الذين كان آباؤهم من طالبي اللجوء. في أغسطس 2007، جرى التوصل إلى اتفاق تاريخي بين اتحاد الحريات المدنية وإدارة الهجرة والجمارك الأمريكية، إذ تحسنت الظروف في مركز ت. دوت هوتو السكني وأطلِق سراح عدد من الأطفال من المركز.
في 6 أغسطس 2009، أعلنت وزارة الأمن الداخلي عن نواياها لتحسين نظام احتجاز المهاجرين في البلاد، بما في ذلك إنهاء احتجاز الأسرة في مركز ت. دون هوتو السكني.
بعد عملها كمحامية موظفة في اتحاد الحريات المدنية الأمريكي، شغلت غوبتا منصب نائب المدير القانوني ومدير مركز العدالة التابع للاتحاد. كان لها الفضل في ريادتها للحملة الوطنية للاتحاد الأمريكي للحريات المدنية لإنهاء الاعتقال الجماعي. بنت تحالفات من الحزبين لتعزيز إصلاحات ما قبل المحاكمة وإصدار الأحكام في جميع أنحاء البلاد.